# (20730) Jorgecarvano
(20730) Jorgecarvano est un astéroïde de la ceinture principale.

## Description
(20730) Jorgecarvano est un astéroïde de la ceinture principale. Il fut découvert le 9 décembre 1999 à la station Anderson Mesa par le programme LONEOS. Il présente une orbite caractérisée par un demi-grand axe de 2,53 UA, une excentricité de 0,25 et une inclinaison de 9,2° par rapport à l'écliptique.

## Compléments